# 飯田明子
飯田 明子（いいだ あきこ、1978年10月19日 - ）は、日本の厚生労働官僚。

## 来歴
東京都出身。東京都立戸山高等学校から東京大学文科一類に入学。東大法学部在学中に国家公務員一種試験（法律）を合格。2001年 厚生労働省入省。厚生労働省大臣官房人事課主査（育児休暇）、厚生労働省労働基準局労働関係法課長補佐などを経て、2021年7月 厚生労働省大臣官房付兼雇用環境・均等局。同年8月 厚生労働省雇用環境・均等局総務課雇用環境・均等企画官。同年9月 厚生労働省大臣官房総務課企画官。2023年7月4日 農林水産省大臣官房参事官兼大臣官房新事業・食品産業部付。2025年7月8日 厚生労働省大臣官房参事官。